# Amylocorticium mauiense
Amylocorticium mauiense är en svampart som beskrevs av Gilb. & Hemmes 2004. Amylocorticium mauiense ingår i släktet Amylocorticium och familjen Amylocorticiaceae.   Inga underarter finns listade i Catalogue of Life.